# Lithophane querquera
Lithophane querquera là một loài bướm đêm trong họ Noctuidae.